# Louis-Michel van Loo
Louis-Michel van Loo (ur. 2 marca 1707 w Tulonie, zm. 20 marca 1771 w Paryżu) – francuski malarz barokowy, królewski portrecista na hiszpańskim dworze Burbonów.
Pochodził z rodziny o tradycjach artystycznych, był synem Jeana Baptiste van Loo i bratem Charlesa-Amédéea-Philippea van Loo, również malarzy. Początkowo uczył się w pracowni ojca. W 1725 roku otrzymał Prix de Rome w Rzymie, a od 1733 roku przebywał w Paryżu.
Mając 30 lat dzięki wstawiennictwu Hyacinthe’a Rigauda został wezwany na hiszpański dwór przez króla Filipa V, aby zastąpić Jeana Ranca na stanowisku nadwornego malarza. Na dworze pracował w latach 1736–1752 stając się najważniejszym królewskim portrecistą. Był promotorem nowo powstałej Królewskiej Akademii Sztuk Pięknych św. Ferdynanda w Madrycie, a w 1752 roku został jej dyrektorem. Po śmierci Filipa V kontynuował pracę dla jego następcy Ferdynanda VI, ale w 1752 roku powrócił do Francji.

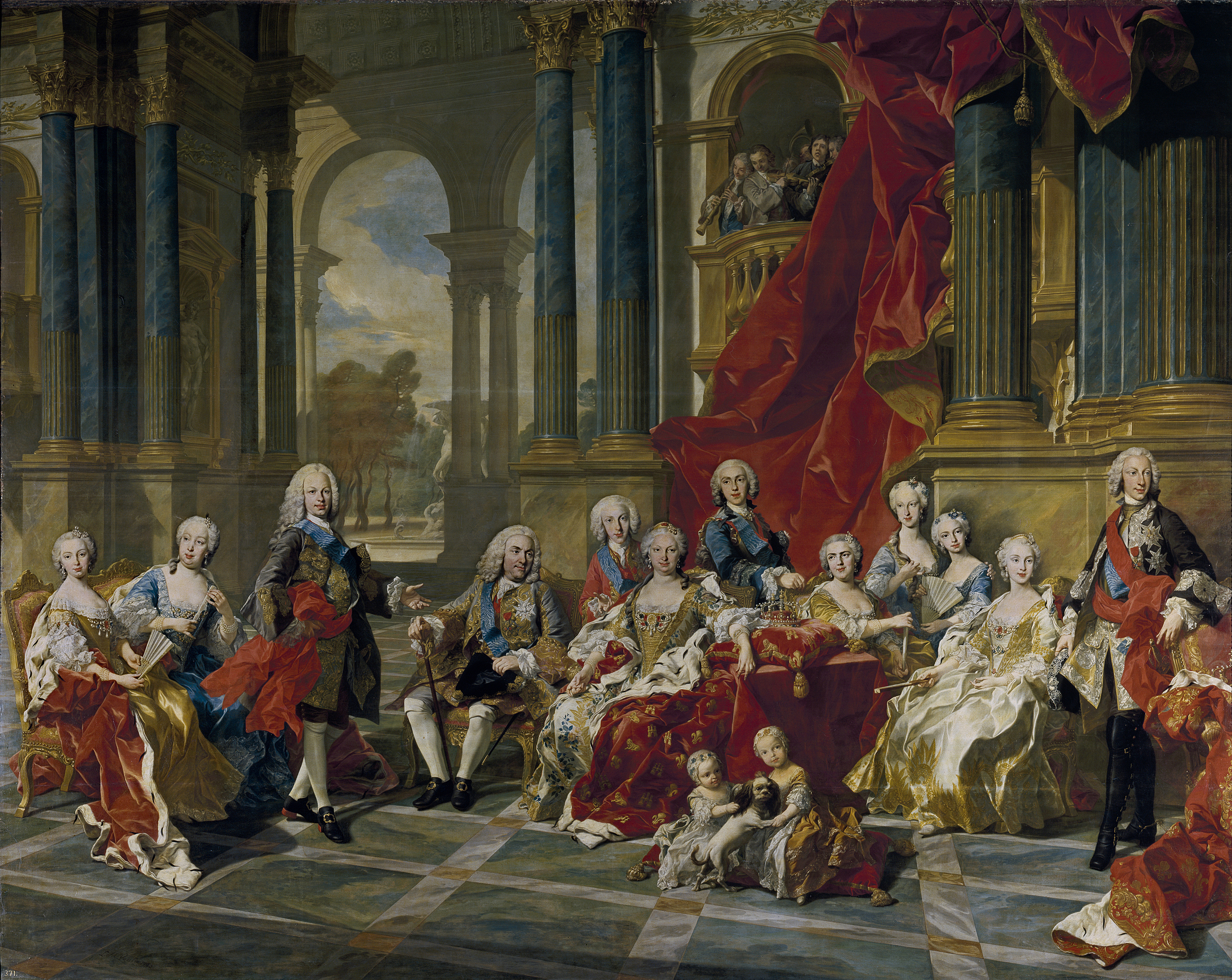
Rodzina Filipa V, 1743, Prado